# Seven Femenino de China 2014
El Seven Femenino de China de 2014 fue la segunda edición del torneo de rugby 7, fue el cuarto torneo de la Serie Mundial Femenina de Rugby 7 2013-14.
Se disputó en el Guangzhou University Town Stadium de la ciudad de Guangzhou.

## Fase de grupos

### Grupo A
| Equipo        | Encuentros | Encuentros | Encuentros | Encuentros | Tantos  | Tantos    | Tantos     | Puntos |
| Equipo        | jugados    | ganados    | empatados  | perdidos   | a favor | en contra | diferencia | Puntos |
| ------------- | ---------- | ---------- | ---------- | ---------- | ------- | --------- | ---------- | ------ |
| Nueva Zelanda | 3          | 3          | 0          | 0          | 109     | 5         | 104        | 9      |
| España        | 3          | 2          | 0          | 1          | 29      | 40        | -11        | 7      |
| Brasil        | 3          | 1          | 0          | 2          | 29      | 62        | -33        | 5      |
| China         | 3          | 0          | 0          | 3          | 24      | 84        | -60        | 3      |

### Grupo B
| Equipo     | Encuentros | Encuentros | Encuentros | Encuentros | Tantos  | Tantos    | Tantos     | Puntos |
| Equipo     | jugados    | ganados    | empatados  | perdidos   | a favor | en contra | diferencia | Puntos |
| ---------- | ---------- | ---------- | ---------- | ---------- | ------- | --------- | ---------- | ------ |
| Australia  | 3          | 2          | 0          | 1          | 86      | 20        | 66         | 7      |
| Fiyi       | 3          | 2          | 0          | 1          | 56      | 43        | 13         | 7      |
| Inglaterra | 3          | 2          | 0          | 1          | 48      | 46        | 2          | 7      |
| Irlanda    | 3          | 0          | 0          | 3          | 26      | 107       | -81        | 3      |

### Grupo C
| Equipo         | Encuentros | Encuentros | Encuentros | Encuentros | Tantos  | Tantos    | Tantos     | Puntos |
| Equipo         | jugados    | ganados    | empatados  | perdidos   | a favor | en contra | diferencia | Puntos |
| -------------- | ---------- | ---------- | ---------- | ---------- | ------- | --------- | ---------- | ------ |
| Canadá         | 3          | 2          | 1          | 0          | 66      | 26        | 40         | 8      |
| Rusia          | 3          | 2          | 1          | 0          | 50      | 34        | 16         | 8      |
| Francia        | 3          | 2          | 0          | 1          | 33      | 50        | -17        | 5      |
| Estados Unidos | 3          | 0          | 0          | 3          | 29      | 68        | -39        | 3      |

## Fase Final
|  | Cuartos de final | Cuartos de final | Cuartos de final |           |               | Semifinales   | Semifinales | Semifinales |        |               | Copa          | Copa         | Copa |  |
|  |                  |                  |                  |           |               |               |             |             |        |               |               |              |      |  |
|  |                  |                  |                  |           |               |               |             |             |        |               |               |              |      |  |
|  | Nueva Zelanda    | Nueva Zelanda    | 42               |           |               |               |             |             |        |               |               |              |      |  |
|  | Nueva Zelanda    | Nueva Zelanda    | 42               |           |               |               |             |             |        |               |               |              |      |  |
|  | Francia          | Francia          | 7                |           |               |               |             |             |        |               |               |              |      |  |
|  | Francia          | Francia          | 7                |           | Nueva Zelanda | Nueva Zelanda | 26          |             |        |               |               |              |      |  |
|  |                  |                  |                  |           | Nueva Zelanda | Nueva Zelanda | 26          |             |        |               |               |              |      |  |
|  |                  |                  | Fiyi             | Fiyi      | 0             |               |             |             |        |               |               |              |      |  |
|  | Fiyi             | Fiyi             | Fiyi             | Fiyi      | 0             | 12            |             |             |        |               |               |              |      |  |
|  | Fiyi             | Fiyi             |                  |           |               |               |             |             |        |               |               |              |      |  |
|  | Rusia            | Rusia            | 7                |           |               |               |             |             |        |               |               |              |      |  |
|  | Rusia            | Rusia            | 7                |           |               |               |             |             |        | Nueva Zelanda | Nueva Zelanda | 26           |      |  |
|  |                  |                  |                  |           |               |               |             |             |        | Nueva Zelanda | Nueva Zelanda | 26           |      |  |
|  |                  |                  | Australia        | Australia | 12            |               |             |             |        |               |               |              |      |  |
|  | Australia        | Australia        | Australia        | Australia | 12            | 12            |             |             |        |               |               |              |      |  |
|  | Australia        | Australia        |                  |           |               |               |             |             |        |               |               |              |      |  |
|  | España           | España           | 5                |           |               |               |             |             |        |               |               |              |      |  |
|  | España           | España           | 5                |           | Australia     | Australia     | 5           |             |        | Tercer lugar  | Tercer lugar  | Tercer lugar |      |  |
|  |                  |                  |                  |           | Australia     | Australia     | 5           |             |        | Tercer lugar  | Tercer lugar  | Tercer lugar |      |  |
|  |                  |                  | Canadá           | Canadá    | 0             |               |             |             |        |               |               |              |      |  |
|  | Canadá           | Canadá           | Canadá           | Canadá    | 0             | 19            |             |             | Canadá | Canadá        | 26            |              |      |  |
|  | Canadá           | Canadá           |                  |           |               |               |             |             | Canadá | Canadá        | 26            |              |      |  |
|  | Inglaterra       | Inglaterra       | 10               |           |               |               |             |             |        |               | Fiyi          | Fiyi         | 0    |  |
|  | Inglaterra       | Inglaterra       | 10               |           |               |               |             |             |        |               | Fiyi          | Fiyi         | 0    |  |
|  |                  |                  |                  |           |               |               |             |             |        |               |               |              |      |  |

| Bandera de Nueva Zelanda |
| Campeón Nueva Zelanda    |
| 2º título del circuito   |